# Rafał Korniłowicz
Rafał Marian Korniłowicz (ur. 8 grudnia 1876 w Warszawie - zm. 31 sierpnia 1916 tamże) – polski inżynier, pedagog i działacz oświatowy.

## Życiorys
Ukończył IV Warszawskie Gimnazjum Męskie (1896). W latach 1896–1902 studiował na  Wydziale Mechanicznym Instytutu Technologicznego w Petersburgu. Podczas studiów uczestniczył w działalności studenckich kół samokształceniowych oraz był prezesem polskiej Bratniej Pomocy. Po otrzymaniu dyplomu inżyniera technologa w 1902 uzupełniał studia na Wydziale Inżynierii Budowlanej Królewskiej Szkoły Technicznej w Akwizgranie (1902–1903). Następnie pracował w Zakładzie Badań Materiałowych Politechniki w Zurychu (1903). W 1904 przebywał w Paryżu i Londynie, zapoznając się z organizacją szkolnictwa zawodowego. Rezultatem tego był m.in. artykuł Szkoły wieczorne dla młodzieży pracującej w Londynie, zamieszczony w 1905 w czasopiśmie "Zdrowie".
Po powrocie do Warszawy i odrzuceniu propozycji asystentury w Warszawskim Instytucie Politechnicznym uczył matematyki w warszawskich szkołach średnich, m.in. na pensjach Jadwigi Kowalczykówny i Jadwigi Sikorskiej, oraz prowadził wykłady o wytrzymałości materiałów w Szkole Inżynierskiej im. Hipolita Wawelberga i Stanisława Rotwanda. Prowadził także zajęcia na kursach organizowanych przez Muzeum Przemysłu i Rolnictwa. Podczas Rewolucji 1905 uczestniczył w strajku szkolnym wchodząc w skład Koła Wychowawców z ramienia którego organizował tajne komplety szkoły średniej. Współorganizator Polskiej Macierzy Szkolnej – był wraz ze Stanisławem Kalinowskim współautorem programu tej instytucji.
Był założycielem a następnie dyrektorem Zakładu Pomocy Szkolnych "Urania" przekształconego w 1914 w towarzystwo akcyjne. Zakład ten opracowywał nowe wzory i typy sprzętów szkolnych, a także zajmował się ich produkcją. Zyski zakladu zgodnie ze statutem przeznaczane były wyłącznie na cele społeczne. W latach 1909–1912 był wykładowcą Wydziału Technicznego Towarzystwa Kursów Naukowych.
Pochowany na Cmentarzu Powązkowskim w Warszawie (kwatera Q rząd 1, miejsce 4)

## Życie prywatne
Urodził się w rodzinie inteligenckiej, syn warszawskiego lekarza psychiatry Edwarda (1847-1909) i Wiktorii z Pollów (1856-1911). Jego braćmi byli pedagog i działacz oświatowy Kazimierz (1892-1939), pułkownik WP Tadeusz (1880-1940) i ksiądz Władysław (1884-1946). W 1900 ożenił się ze znaną działaczką oświatową Eugenią z Ogińskich (1879-1930).